# S/2006 S 1
S/2006 S 1 je retrogradni naravni satelit Saturna iz Nordijske skupine.

## Odkritje in imenovanje
Luno S/2006 S 1 so odkrili  Scott S. Sheppard, David C. Jewitt, Jan Kleyna, in Brian G. Marsden 26. junija leta 2006 na posnetkih, ki so jih naredili med 4. januarjem in 30. aprilom 2006.  